# Kanton Poissy-Nord
Kanton Poissy-Nord is een voormalig kanton van het Franse departement Yvelines. Het kanton maakte deel uit van het arrondissement Saint-Germain-en-Laye. Het werd opgeheven bij decreet van 21 februari 2014 met uitwerking op 22 maart 2015.

## Gemeenten
Het kanton Poissy-Nord omvatte de volgende gemeenten:
- Carrières-sous-Poissy
- Médan
- Poissy (deels, hoofdplaats)
- Villennes-sur-Seine